# Trabzon Cup 2 2013
Il Trabzon Cup 2 2013 è stato un torneo di tennis facente parte della categoria ITF Women's Circuit nell'ambito dell'ITF Women's Circuit 2013. Il torneo si è giocato a Trebisonda in Turchia dal 9 al 15 settembre 2013 su campi in cemento e aveva un montepremi di $50,000.

## Partecipanti

### Teste di serie
| Nazionalità | Giocatrice             | Ranking* | Testa di serie |
| ----------- | ---------------------- | -------- | -------------- |
| Germania    | Dinah Pfizenmaier      | 99       | 1              |
| Rep. Ceca   | Kristýna Plíšková      | 131      | 2              |
| Russia      | Ekaterina Byčkova      | 153      | 3              |
| Polonia     | Magda Linette          | 157      | 4              |
| Serbia      | Aleksandra Krunić      | 158      | 5              |
| Belgio      | An-Sophie Mestach      | 162      | 6              |
| Ucraina     | Ol'ga Savčuk           | 172      | 7              |
| Francia     | Stéphanie Foretz Gacon | 173      | 8              |

- Ranking al 26 agosto 2013.

### Altre partecipanti
Giocatrici che hanno ricevuto una wild card:
- Yağmur Akdemir
- Cemre Anıl
- Öykü Boz
- Deniz Paykoç

Giocatrici che sono passate dalle qualificazioni:
- Ekaterine Gorgodze
- Petra Krejsová
- Shakhlo Saidova
- Marina Shamayko
- Ani Amiraghyan (lucky loser)
- Ekaterina Jašina (lucky loser)

## Vincitrici

### Singolare
Anna-Lena Friedsam ha battuto in finale  Julija Bejhel'zymer con il punteggio di 4–6, 6–3, 6–3

### Doppio
Oksana Kalašnikova /  Aleksandra Krunić hanno battuto in finale  Ani Amiraghyan /  Dalila Jakupovič con il punteggio di 6–2, 6–1